# 大学女子7人制ラグビーフットボール交流大会
Women’s College Sevens 大学女子7人制ラグビーフットボール交流大会（ウイミンズ・カレッジ・セブンズ だいがくじょし7にんせいラグビーフットボールこうりゅうたいかい）は、2014年から行われている、大学生の女子7人制ラグビー大会である。大学体育会のほか、一般クラブに所属している大学生も参加している。2022年から「Women’s College Sevens」の名称を、大会名の先頭に置いている。

## 概要
参加選手は、大学に在籍する正規の学生、または、26歳以下の大学院生。研究生、科目等履修生、聴講生、研修生などは正規の学生に含まない。
2014年、「女子ラグビーの普及・発展を目指すとともに、中学・高校に続くカテゴリーとして、リオデジャネイロ、東京オリンピックへ向けて大学生の競技力向上」を目的に、創設された。
第1回大会は、2014年11月15日から16日にかけて、追手門学院大学（大阪府茨木市）を会場にして開催。追手門学院大学、立正大学・東京学芸大学合同、関西選抜、九州選抜の4チームが、総当たり戦で勝ち点を競った。
2017年（第4回）から、開場を埼玉県熊谷市にある立正大学グラウンドに変更。
2022年（第9回）から、大会名の冒頭に「Women’s College Sevens」を置き、「Women’s College Sevens 20XX 第X回 大学女子7人制ラグビーフットボール交流大会」と表記される。
2024年時点の大会目的は、「女子ラグビーの普及・発展を目指すとともに、大学生プレーヤーの競技力向上を目標とし、全国レベルでの交流・育成を推し進めること」としている。
2025年（第12回）は、初めて熊谷ラグビー場（埼玉県熊谷市）を会場とする。

## 大会方式
- 2014年（第1回）：総当たり戦を2回行い、最も勝ち点が多いチームを優勝とする[5]。
- 2015年（第2回）から、予選リーグまたはプール戦を行い、その後に決勝トーナメントを行う形式となっている[8]。
- 2018年（第5回）から、横河武蔵野Artemi-Stars、神戸RYUKA、RKUラグビー龍ケ崎GRACEなど、一般クラブに在籍している大学生やそのチームも参加するようになった[9]。

## 歴代記録
| 回 | 年   | 開催日                                                 | 出場チーム数                                           | 優勝                                                   | 準優勝                                                 | 会場                                                   | 備考                       |
| -- | ---- | ------------------------------------------------------ | ------------------------------------------------------ | ------------------------------------------------------ | ------------------------------------------------------ | ------------------------------------------------------ | -------------------------- |
| 1  | 2014 | 11月15-16日                                            | 4                                                      | 立正大学・東京学芸大学合同                             | 追手門学院大学女子ラグビー部                           | 追手門学院大学（大阪府茨木市）                         | [ 5 ] [ 10 ] [ 11 ]        |
| 2  | 2015 | 5月16-17日                                             | 5                                                      | 追手門学院大学女子ラグビー部                           | 立正大学・東京学芸大学合同                             | 追手門学院大学（大阪府茨木市）                         | [ 12 ] [ 8 ] [ 13 ] [ 14 ] |
| 3  | 2016 | 10月29-30日                                            | 4                                                      | 立正大学・東京学芸大学合同                             | 追手門学院大学女子ラグビー部                           | 追手門学院大学（大阪府茨木市）                         | [ 15 ] [ 16 ]              |
| 4  | 2017 | 9月17日                                                | 6                                                      | 日本体育大学ラグビー部女子                             | 立正大学・東京学芸大学合同                             | 立正大学グラウンド（埼玉県熊谷市）                     | [ 17 ] [ 18 ]              |
| 5  | 2018 | 6月30日-7月1日                                         | 10                                                     | 日本体育大学ラグビー部女子                             | 立正大学ラグビー部女子                                 | 立正大学グラウンド（埼玉県熊谷市）                     | [ 19 ] [ 20 ] [ 9 ]        |
| 6  | 2019 | 9月7-8日                                               | 11                                                     | 立正大学ラグビー部女子                                 | 日本体育大学ラグビー部女子                             | 立正大学グラウンド（埼玉県熊谷市）                     | [ 21 ] [ 22 ]              |
| 7  | 2020 | 開催中止（新型コロナウイルス感染症の世界的流行のため） | 開催中止（新型コロナウイルス感染症の世界的流行のため） | 開催中止（新型コロナウイルス感染症の世界的流行のため） | 開催中止（新型コロナウイルス感染症の世界的流行のため） | 開催中止（新型コロナウイルス感染症の世界的流行のため） |                            |
| 8  | 2021 | 7月10-11日                                             | 12                                                     | 追手門学院大学女子ラグビー部                           | 立正大学ラグビー部女子                                 | 立正大学グラウンド（埼玉県熊谷市）                     | [ 23 ] [ 24 ] [ 25 ]       |
| 9  | 2022 | 7月16-17日                                             | 11                                                     | 日本体育大学ラグビー部女子                             | 東京山九フェニックス                                   | 立正大学グラウンド（埼玉県熊谷市）                     | [ 26 ] [ 27 ]              |
| 10 | 2023 | 7月22-23日                                             | 11                                                     | 日本体育大学ラグビー部女子                             | 東京山九フェニックス                                   | 立正大学グラウンド（埼玉県熊谷市）                     | [ 28 ] [ 29 ]              |
| 11 | 2024 | 7月13-14日                                             | 12                                                     | 日本体育大学ラグビー部女子                             | 追手門学院大学女子ラグビー部VENUS                      | 立正大学グラウンド（埼玉県熊谷市）                     | [ 30 ]                     |
| 12 | 2025 | 6月7-8日                                               | 11                                                     | 日本体育大学ラグビー部女子                             | 立正大学ラグビー部女子                                 | 熊谷ラグビー場Aグラウンド（埼玉県熊谷市）              | [ 31 ]                     |

## 配信
2024年大会（第11回大会）では、日本ラグビーフットボール協会のYouTubeチャンネルで、対戦のライブ配信およびアーカイブ配信を行った。